# あすか信用組合
あすか信用組合（あすかしんようくみあい）は、東京都新宿区に本店を置く信用組合。在日韓国人系の信用組合である商銀信用組合のひとつ。

## 沿革
- 1966年（昭和41年）
  - 8月30日[2] - 仙台市に本店をおく在日韓国人の相互扶助を目的とした地域信用組合として設立、名称を信用組合宮城商銀とする。
  - 9月 - 仙台市青葉区二日町に本店を開設、業務開始。
- 1969年（昭和44年）3月 - 仙台市青葉区本町に本店移転。
- 1997年（平成9年）7月 - 同所に本店を新築、営業開始。
- 1999年（平成11年）3月 - 旧・北海商銀信用組合の事業を譲受。札幌本店・旭川支店・釧路支店を継承し、支店として営業開始。同時に名称を信用組合北東商銀に改称。
- 2002年（平成14年）
  - 4月 - 旧・東京商銀信用組合の事業を譲受し、東京・埼玉地区10店舗を継承。名称をあすか信用組合に改称。
  - 7月 - 青森商銀、秋田商銀、岩手商銀、福島商銀と合併し5店舗を継承。併せて、商銀系、信組が空白となっている山形県も定款上の営業エリアに加える(店舗は未進出)。
- 2004年（平成16年）4月 - 本店所在地を東京都新宿区へ移転。
- 2017年（平成29年）12月 - 財務基盤を強化し、地域の中小規模事業者等への十分な資金供給と経営改善支援に勤め、地域経済の活性化に貢献する事を目的とする『中小事業者等に対する金融機能強化支援制度』の認可を受け、優先出資を発行する[3][4]。
- 2019年（平成31年）2月12日 - 秋田支店所在地を秋田市中通六丁目から同一丁目の秋田銀行旧中通り支店跡地へ移転。
- 2020年（令和2年）8月3日 - メールオーダー定期預金専用支店となるあおば支店を開設。